# Refugi-Museu de Cervantes
El Refugi Antiaeri de Cervantes és un refugi antiaeri de la Guerra Civil espanyola situat al costat del parc de Cervantes de la ciutat d'Alcoi (l'Alcoià), País Valencià. Va ser rehabilitat i obert al públic el 12 d'abril de 2006.

## Història
Amb motiu de la Guerra Civil espanyola, es van construir més de 25 refugis per tota la ciutat d'Alcoi per protegir-se dels bombardejos aeris duts a terme pels avions Savoia SM 79 de l'Aviació Legionària italiana, que van bombardejar Alcoi en set ocasions des del 20 de setembre de 1938 fins a l'11 de gener de 1939.
El refugi subterrani té una capacitat de 1.166 persones i més de 100 metres de longitud. Està compost per huit galeries, on se situava la població, comunicades per dos passadissos laterals. La seua superfície és de 292 m². Posseeix també quatre excusats o latrines, dos lavabos i una habitació per a primers auxilis.
S'accedeix al refugi per mitjà d'un llarg passadís en el qual es pot comtemplar el rètol original “És perillós romandre ací”, pel perill de ser afectat per una ona expansiva de les bombes.
El refugi s'ha museïtzat i dedica cada galeria a un tema concret. El museu recrea dades i fotografies aèries dels atacs dels bombarders italians Savoia 79, que van actuar sobre Alcoi. L'exposició disposa d'una pantalla interactiva amb els objectes militars i una vídeo-projecció amb testimoniatges de persones que van viure els bombardejos a la ciutat.